# Laurens Hammond
Laurens Hammond (11 de febrer de 1895 - 3 de juliol de 1973) va ser un enginyer i inventor estatunidenc, inventor de l'orgue Hammond.

## Joventut
Laurens Hammond, nascut a Evanston (Illinois), era fill de William Andrew i Idea Louise Strong Hammond. Laurens va mostrar les seves grans proeses tècniques des d'edats primerenques. El seu pare, William, es va suïcidar el 1898, probablement a causa de les pressions de portar endavant el First National Bank del qual va ser fundador. Després de la mort del seu marit, Idea Louise, que era un artista de comerç, es va traslladar a França amb Laurens per seguir els seus estudis. Va ser durant aquesta estada a França que Laurens va començar a desenvolupar diverses de les seves primeres invencions.

## Primeres invencions
Quan la seva família va retornar a Evanston, Laurens, que en aquella època tenia 14 anys parlava el francès i l'alemany tan bé com la seva llengua nadiua l'anglès. En aquesta època ja havia dissenyat un sistema de transmissió automàtica per automòbil. A suggeriment de la seva mare, va enviar el seu disseny a enginyers del fabricant d'automòbils Renault, però va ser rebutjat.

## Universitat
Laurens va estudiar enginyeria mecànica a la Universitat Cornell i va ser membre de la fraternitat Delta Upsilon. Es va graduar amb notes honorífiques el 1916. En aquesta època els seus pensaments estaven principalment enfocats a la ja desfermada Primera Guerra Mundial i Laurence va fer la seva contribució a la guerra servint a la Força Expedicionària Americana a França.

## Invencions
Després, es va mudar a Detroit, on va tenir la sort d'ocupar el lloc de cap d'enginyers de la Companyia Gray Motor, un fabricant de motors marítims. El 1920, va inventar un rellotge amb calendari inclòs. Aquesta invenció va suposar per Laurens prou diners per a deixar la companyia Gray Motor i llogar el seu propi espai de treball a la ciutat de Nova York, on va desenvolupar el motor elèctric síncron que faria servir més endavant com a base de la fabricació de seus rellotges elèctrics i que en última instància desembocaria en la invenció de l'òrgan basat en rodes fòniques (tonewheel organ en anglès).
El 1922, va inventar el sistema Teleview (pel·lícules animades estereogràfiques) que constava de lents especials per als espectadors i un film en 3-D. Es va realitzar una producció cinematogràfica especialment per a aquest sistema anomenada Radio-Mania aquest any. Hammond va tenir bones crítiques però els problemes econòmics en instal·lar una maquinària tan cara dins d'un cinema van matar prematurament l'èxit del projecte.
Hammond no era músic, tot i que coneixia a fons les arts musicals. Així i tot apreciava els grans beneficis de la música per a la població i va tenir la brillant idea d'aplicar alguna de les seves invencions anteriors en aquest camp per portar-li a les masses una forma més sofisticada de fer música. Va ser així que el 1933 va centrar la seva atenció en el desenvolupament d'un orgue electrònic. Va comprar un piano usat i va procedir a treure-li-ho tot menys les parts relacionades amb el teclat. Usant el teclat del piano com a controlador va poder experimentar mètodes per generar sons fins que va trobar el que buscava: el generador de roda sònica. L'assistent de tresoreria de la companyia, W. L. Lahey, era organista a l'Església Episcopal de Sant Christopher. Va ser així que Laurens li demanava la seva opinió sobre el tipus i qualitat del so generat pel nou instrument. Amb l'experiència en enginyeria i manufactura que ja comptava, Laurens va aconseguir enviar a producció un disseny de molt bona qualitat. El gran nombre d'òrgans Hammond que encara avui segueixen funcionant regularment és un testimoni de la bona qualitat del disseny i execució originals.
Laurens patentar l'invent el 19 de febrer de 1934. En aquell moment l'atur era un gran problema a causa de la Gran Depressió i amb això al cap els agents de patents es van afanyar a garantir l'aplicació de “Hammonds” amb l'esperança de crear noves oportunitats de treball en aquesta àrea.

## Militar
La Segona Guerra Mundial li va donar a Laurens noves àrees on exhibir el seu gran nivell tècnic. Va ajudar a dissenyar els controls del míssil dirigit i té patents per sensors de seguiment lumínic i infraroig per a la guia de bombes.

## Jubilació
Laurens Hammond va deixar el seu càrrec de president de la seva companyia el 1955 per tenir més temps per investigar i desenvolupar noves idees. El 12 de febrer de 1960, a l'edat de 65 anys es va jubilar. Llavors, el 1960, va deixar 90 patents, i en deixaria 20 més abans de morir.
Per l'època en què va morir Laurenshi havia 31 fabricants d'òrgans elèctrics, nombre que s'incrementaria passats els anys 70, atesa la demanda d'òrgans elèctrics de fàcil execució per a la llar.